# الكارثة الجيدة
مصطلح eucatasphere (التحول من أجل الخير) صاغه جيه آر آر تولكين . استخدمها في رسالة إلى ابنه كريستوفر تولكين . 
الكلمة καταστροφή ، التي تأتي من اليونانية، تعني التحول الإيجابي لحدث ما، مقترنة بالبادئة اليونانية ευ- eu- (حسنًا، جيد، صحيح، سهل). تعني الانعطاف الإيجابي لحدث ما. وبالتالي، فإن كلمة Eucatastrophe تعني "الكارثة الجيدة" أو "المنعطف الجيد". بالمعنى الأدبي، "الكارثة الجيدة" هي نقيض المأساة أو المنعطف المأساوي للأحداث.

## الكارثة مقابل الخلق
وعلى النقيض من العالم الحقيقي، فإن العوالم الثانوية "الثانوية" تضع معايير جديدة، وفقًا لتولكين. إذا كانت قصة العالم الثانوي سيئة، ففي مرحلة ما سوف ينشأ الكفر مرة أخرى (كارثة) وسيعود القارئ إلى "العالم الأولي". ومع ذلك، إذا كانت القصة الجيدة وتوفر الراحة والأمل (الكارثة الجيدة)، فإن أولئك الذين يتعاملون معها سيبقون في "العالم الثانوي". يعتبر تولكين الخلق صفة إنسانية عميقة وحاجة يجب إشباعها.